# 大竹優心
大竹 優心（おおたけ ゆうしん、2005年7月17日 - ）は、新潟市東区出身のプロサッカー選手。Jリーグ・アルビレックス新潟所属。ポジションはミッドフィルダー。

## 来歴
アルビレックス新潟の下部組織出身。
ミッドフィルダーというポジションでありながら、主に、プリンスリーグで得点を量産。
2023年9月7日に2024シーズンからのトップチームへの昇格内定が発表された。また、同年12月15日にはY.S.C.C横浜へ期限付き移籍することが発表された。厳しい環境の中で4月には大宮戦、ルヴァン杯のFC東京戦には先発出場を果たすもフィジカル面の弱さを自覚。夏以降はケガで出場機会が減ったこともあり、食事や筋トレなどの生活面からもレベルアップを行った。
2025年、アルビレックス新潟に復帰。

## 所属クラブ
- アルビレックス新潟U-12
- アルビレックス新潟U-15（新潟市立東石山中学校）
- アルビレックス新潟U-18（開志学園高等学校）
- 2024年 - アルビレックス新潟
  - 2024年 Y.S.C.C.横浜（期限付き移籍）

## 個人成績
| 国内大会個人成績 | 国内大会個人成績 | 国内大会個人成績 | 国内大会個人成績 | 国内大会個人成績 | 国内大会個人成績 | 国内大会個人成績 | 国内大会個人成績 | 国内大会個人成績 | 国内大会個人成績 | 国内大会個人成績 | 国内大会個人成績 |
| 年度             | クラブ           | 背番号           | リーグ           | リーグ戦         | リーグ戦         | リーグ杯         | リーグ杯         | オープン杯       | オープン杯       | 期間通算         | 期間通算         |
| 年度             | クラブ           | 背番号           | リーグ           | 出場             | 得点             | 出場             | 得点             | 出場             | 得点             | 出場             | 得点             |
| 日本             | 日本             | 日本             | 日本             | リーグ戦         | リーグ戦         | リーグ杯         | リーグ杯         | 天皇杯           | 天皇杯           | 期間通算         | 期間通算         |
| ---------------- | ---------------- | ---------------- | ---------------- | ---------------- | ---------------- | ---------------- | ---------------- | ---------------- | ---------------- | ---------------- | ---------------- |
| 2024             | YS横浜           | 22               | J3               | 15               | 0                | 1                | 0                | 0                | 0                | 16               | 0                |
| 2025             | 新潟             | 48               | J1               |                  |                  |                  |                  |                  |                  |                  |                  |
| 通算             | 日本             | 日本             | J1               |                  |                  |                  |                  |                  |                  |                  |                  |
| 通算             | 日本             | 日本             | J3               | 15               | 0                | 1                | 0                | 0                | 0                | 16               | 0                |
| 総通算           | 総通算           | 総通算           | 総通算           | 15               | 0                | 1                | 0                | 0                | 0                | 16               | 0                |

出場歴
- Jリーグ初出場 - 2024年3月24日 J3第6節 ガイナーレ鳥取戦（ニッパツ三ツ沢球技場）